# Viva Piñata: Pocket Paradise
Viva Piñata: Pocket Paradise, talvolta noto con il titolo Viva Piñata DS, è un videogioco di genere simulatore di vita, sviluppato dalla Rare e pubblicato da THQ per Nintendo DS, basato sull'originale Viva Piñata, di cui è quasi un remake.
Questa versione è stata sviluppata dal team della Rare specifico per le console portatili (handheld team), a differenza di Viva Piñata: Party Animals e la versione PC del gioco originale, che sono state sviluppate da Third-party. Questo è il secondo progetto della Rare per il Nintendo DS, dopo Diddy Kong Racing DS che è stato creato dallo stesso team.

## Modalità di gioco
Viva Piñata: Pocket Paradise è, come il predecessore, un gioco sandbox, che guiderà il giocatore a trasformare un trascurato appezzamento di terreno in un bellissimo giardino. Il gioco mantiene la maggior parte delle caratteristiche e tutte le piñata di quello originale e, sebbene si basi sul capitolo originale, l'handheld team ha avuto la possibilità di aggiungere ulteriori funzionalità e modifiche.

### Controlli
La più grande e ovvia differenza tra Pocket Paradise e l'originale è che l'intero gioco si controlla usando lo stilo, dando al giocatore un metodo diretto ed intuitivo per interagire con il proprio giardino. Ora, infatti, è possibile "strappare" l'erba dal suolo o rimuovere la testa di un fiore con un doppio tocco.
Il gioco va anche uso dei due schermi del DS dove, per la maggior parte del gioco, la visuale del giardino sarà mostrata nello schermo più basso. In quello più alto, invece, c'è un pannello con le informazioni sensibili al contesto, unicamente per questa versione del gioco: le informazioni mostrate cambiano dinamicamente per riflettere ciò che è attualmente selezionato, e vanno dai requisiti di romanticismo della singola piñata alla percentuale di ripartizione di piastrelle nel giardino. Infine, è possibile scambiare le due schermate per interagire con il pannello delle informazioni, per visualizzare una enciclopedia sulle piñate, una rivista, una pagina di premi e una "piramide piñata" (tra le altre cose).

### Caratteristiche
Oltre ai controlli, vi è qualche modifica nel gameplay che è unica per questa versione del gioco: prima di tutto, non è più possibile comprare fertilizzanti o dolci romantici (Romance sweets); il fertilizzante (che è ora accessibile tramite i strumenti principali) è prodotto solamente quando un taffly è fatto interagire con un pezzo di frutta, e il colore di quest'ultimo sarà anche il colore del concime. Le caramelle, invece, possono essere vinte completando le Viva Piñata Central challenges, mettendo, così, molta più enfasi a qualcosa che nell'originale era puramente un aspetto opzionale. Un'altra grande differenza tra la versione DS e l'originale è una mappa che permette al giocatore di visualizzare la localizzazione delle loro piñate istantaneamente.
È stata anche aggiunta una modalità che rispecchia quella "Solo per divertimento" di Viva Piñata: Trouble in Paradise, denominata "Playground": questa è una versione senza alcuna pressione del gioco principale, ambientata in una spiaggia dove giovani o inesperti giocatori possono sperimentare gli aspetti del gioco, come "Dastardos" o "Ruffians", senza dover affrontare le varie sfide.